# Фетхуллах Ґюлен
Фетхуллах Ґюлен (тур. Fethullah Gülen; 27 квітня, 1941, Коруджук, Ерзурум, Туреччина — 20 жовтня 2024) — турецький опозиціонер, мислитель та теолог, автор понад 60 книг про іслам, визнаний в 2008 році американським журналом «Форін Полісі» і британським «Проспект» провідним інтелектуалом світу.

## Життєпис
Фетхуллах Ґюлен народився 27 квітня 1941 року в селі Коруджук, провінції Ерзурум, Туреччина у сім'ї Раміза і Рефії. Його батько був імамом, а мати викладала Коран у рідному селі. У сім'ї було ще шестеро дітей (четверо хлопчиків і дві дівчинки). У 1946 році поступив у школу, в 1949 році родина Ґюлена переїхала в селище Алвар, де його батько став імамом.

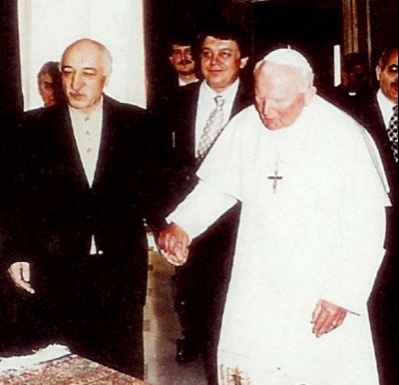
Ґюлен із Папою римським Іваном Павлом II, 1998

Здобув традиційну релігійну освіту в декількох медресе, у різних ісламських вчених. Брав уроки арабської мови у свого батька Раміза Ходжі Ефенді, завершив навчання Корану і став хафізом (знав напам'ять Коран та був його професійним читцем). Першу свою проповідь провів у 14 років, читав проповіді у великих містах.
У 1959 році переїхав до Едірне, де був призначений другим імамом мечеті Учшерефли Джамі. Пропрацював тут два з половиною роки. З 1961 по 1963 роки проходив службу у турецькій армії. Після служби у війську, липень 1964 року, приступив до обов'язків учителя Корану при мечеті Дарульхадис в Едірне, а також став імамом при цій же мечеті. У 1965 році Ґюлен переведений проповідником у місто Киркларелі. B 1966 році переїхав до Ізміра. Тут його проповіді стали збирати все більше слухачів. По закінченні служби в Ізмірі, у 1974 році призначений проповідником в місті Маніса.
В 1981 році перестав працювати офіційним проповідником, після військового перевороту 12 вересня 1980 року. Він почав читати проповіді у великих містах. З роками Фетхуллах Ґюлен став публічною фігурою в Туреччині. Його проповіді спрямовані в бік пропаганди освіти, освоєння не тільки традиційно ісламських наук, а й природничих. Його заклики спрямовані на просвітництво. Очолив Рух «Hizmet» (Рух Ґюлен).
У січні 1986 році Ґюлен був затриманий в Бурдурі, після допитів його звільнили. Під час паломництва, У червні 1986 року, на нього було накладено заборону на виїзд з Туреччини. Ґюлен повернувся в Ізмір і здався владі, був визнаний невинним і був звільний. У 1998 році Ґюлен був звинувачений у спробі повалення існуючого ладу. Страх можновладців перед обличчям покоління освічених мусульман з ліберальними поглядами підштовхував їх до ініціювання подібних звинувачень. У той же рік він поїхав в США для комплексного медичного обстеження, де і знаходився дл смерті.
У травні 2006 року Верховний Суд Турецької Республіки зняв всі звинувачення на його адресу. В 2008 р. був визнаний провідним інтелектуалом світу читачами журналу «Foreign Policy».
Під час спроби військового перевороту в липні 2016, деякими турецькими ЗМІ був оголошений духовним наставником заколотників. У травні 2016 року рух Ґюлена визнали в Туреччині за терористичний. 16 липня 2016 року Президент Туреччини Реджеп Таїп Ердоган закликав Барака Обаму арештувати чи видати Ґюлена. Держсекретар США Джон Керрі тим часом заявив, що Вашингтон розгляне запит про видачу Анкарі священнослужителя Фетхуллаха Ґюлена. Водночас очільник зовнішньополітичного відомства США наголосив, що уряд президента Реджепа Тайїпа Ердогана має представити варті довіри докази провини Ґюлена.
Турецька прокуратура провінції Ушак склала обвинувальний акт у кримінальному провадженні про діяльність руху Фетхуллахи Ґюлена, в якому вимагає засудити його до двох довічних ув'язнень і тюремного терміну на 1900 років, а також штрафу 2,2 млн трудоднів.
Фетхуллах Ґюлен погодився піти під суд у випадку доведення міжнародними слідчими його причетності до спроби перевороту в липні 2016.
Помер у віці 82 років у США.

## Центри Ґюлена у світі
У Центральній Азії є центри Ґюлена, котрі виникли після розпаду Радянського Союзу в 1991 році.
З 2013 року в Києві працює «Україно-турецький культурний центр „Işık“», який також назвали одним з відгалужень FETÖ. Цей центр організовує курси навчання та олімпіади турецькою мовою, організовує спільні заходи.

## Бібіліографія
- 1995 – Türk Ocakları Vakfı «Nihal Atsız Türk Dünyası Hizmet Ödülü»
- 1995 – Mehmetçik Vakfı «Teşekkür Beratı»
- 1996 – Türk Sanayici ve İşadamları Vakfı (TÜSİAV) «Hoşgörü Ödülü»
- 1997 — Yazarlar ve Sanatçılar Vakfı (TÜRKSAV) «Türk Dünyasına Hizmet Ödülü»
- 1997 — Türk Eğitim-Sen «24 Kasım Eğitim Özel Ödülü»
- 1998 — Türk 2000'ler Vakfı Ödülü
- 1998 — Hamdullah Suphi Tanrıöver Türk Ocakları Kültür Armağanı
- 1998 — İpekyolu Vakfı Ödülü
- 2001 — Türkiye Yazarlar Birliği «Üstün Hizmet Ödülü»
- 2007 — Dünyanın En Büyük Entelektüel İnsanı
- 2010 — Leeds Metropolitan Üniversitesi (İngiltere) Fahri Doktora Unvanı
- 2012 — Dünyanın En Etkili 500 Müslümanı
- 2013 — Dünyanın En Etkili 100 Kişisi
- 2015 — Gandhi-King-Ikeda Barış Ödülü